# Zygoballus
Zygoballus (лат.) — род аранеоморфных пауков из семейства пауков-скакунов (Salticidae). Название рода происходит от сочетания древнегреческого слова ζυγόν (zygon), означающего «ярмо», и названия рода Ballus. Этимология слова Ballus неизвестна, но может быть связана с греческим словом βαλλίζω (ballizo), означающим «танцевать» или «прыгать вокруг»:330.

## Описание
Мелкие коренастые пауки с крупным карапаксом, но с хрупкими ногами. Задние глаза часто расположены далеко назад на выдающихся углах. У самцов хелицеры часто сильно увеличены.
Цефалоторакс высокий и практически квадратный, если смотреть сверху. Он наиболее широк у задних глаз, а глазной четырёхугольник занимает примерно три пятых цефалоторакса. Головогрудь круто наклоняется за задними глазами, а бока головогруди почти вертикальны. Лабиум в длину такой же, как в ширину, или больше:213. Передняя (первая) пара ног самая крупная, с тремя парами шипов на вентральной поверхности голени. У самцов косо ориентированные хелицеры с длинными клыками.
Многие виды отличаются широкой вариативностью окраски, размеров и маркировки.

## Классификация
Род был впервые описан в 1885 году американскими арахнологами Джорджем и Элизабет Пекхэмами на основе типового вида Zygoballus rufipes. Род Zygoballus принадлежит к подтрибе Dendryphantina и трибе Dendryphantini из клады Marpissoida (Salticoida из подсемейства Dendryphantinae, или Dendryphantini из Salticinae).
По состоянию на январь 2025 года Всемирный каталог пауков World Spider Catalog признал перечисленные ниже виды. Один вид, Z. quaternus, был признан ранее (до 2008 года), но теперь считается nomen dubium. Несколько других видов известны только по единичным экземплярам. Помимо перечисленных ниже видов, филогенетический анализ 2001 года позволил предположить, что Rhetenor texanus также может относиться к Zygoballus, но это не было принято Всемирным каталогом пауков.
- Zygoballus amrishi Makhan, 2005 — Суринам[11]
- Zygoballus aschnae Makhan, 2005 — Суринам
- Zygoballus chekokue Rubio, Baigorria & Stolar, 2023 — Аргентина[12]
- Zygoballus concolor Bryant, 1940 — Куба
- Zygoballus electus Chickering, 1946 — Панама
- Zygoballus gracilipes Crane, 1945 — Гайана, Аргентина
- Zygoballus incertus (Banks, 1929) — Панама
- Zygoballus iridescens Banks, 1895 — USA
- Zygoballus lineatus (Mello-Leitão, 1944) — Аргентина
- Zygoballus maculatipes Petrunkevitch, 1925 — Панама
- Zygoballus maculatus F. O. P-Cambridge, 1901 — Гватемала
- Zygoballus melloleitaoi Galiano, 1980 — Аргентина
- Zygoballus minutus Peckham & Peckham, 1896 — Гватемала
- Zygoballus nervosus (Peckham & Peckham, 1888) — США, Канада
- Zygoballus optatus Chickering, 1946 — Панама
- Zygoballus remotus Peckham & Peckham, 1896 — Гватемала
- Zygoballus rishwani Makhan, 2005 — Suriname
- Zygoballus rufipes Peckham & Peckham, 1885 — от Канады до Коста-Рики
- Zygoballus sexpunctatus (Hentz, 1845) — США
- Zygoballus suavis Peckham & Peckham, 1895 — Ямайка
- Zygoballus tibialis F. O. P.-Cambridge, 1901 — от Гватемалы до Панамы

## Распространение
Zygoballus — род из Нового Света, распространенный от Аргентины до Канады. Три вида из Индии первоначально были помещены в Zygoballus, но затем были переведены в другие роды.